# 丹尼 (加利福尼亞州)
丹尼（英語：Denny）是位於美國加利福尼亞州三一縣的一個非建制地區。該地的面積和人口皆未知。

## 地理
丹尼的座標為40°56′38″N 123°23′12″W / 40.94389°N 123.38667°W，而該地的平均海拔高度為450米（即1480英尺）。